# Cladonota gonzaloi
Cladonota gonzaloi är en insektsart som beskrevs av Peláez. Cladonota gonzaloi ingår i släktet Cladonota och familjen hornstritar. Inga underarter finns listade i Catalogue of Life.